# یوچتدرف
یوچتدرف (به آلمانی: Uchtdorf) یک زیستگاه انسانی در آلمان است که در تانگرهوته واقع شده‌است.

## خصوصیات
یوچتدرف ۱۵٫۳۵ کیلومترمربع مساحت دارد ۳۷ متر بالاتر از سطح دریا واقع شده‌است.